# Chiesa di Cesme
La chiesa di Cesme (in russo Чесменская церковь?, Česmenskaja cerkov’), nome ufficiale chiesa della Natività di San Giovanni Battista (це́рковь Рождества́ Иоанна Преспи́), è una chiesa ortodossa di San Pietroburgo, in Russia.
Edificata per onorare la vittoria dei russi dopo la battaglia di Cesme (1770), la chiesa di Cesme venne progettata da Georg Friedrich Veldten, architetto di corte di Caterina II di Russia e costruita fra il 1777 e il 1780. Assieme all'antistante palazzo, la chiesa di Cesme è il primo edificio neogotico di San Pietroburgo.

## Storia

### Settecento
Per celebrare la sconfitta dei turchi in seguito alla battaglia di Cesme del 1770, Caterina II di Russia decise di far erigere una chiesa nel luogo esatto di San Pietroburgo in cui venne informata della vittoria del suo esercito. Nel 1777, il re di Svezia Gustavo III partecipò alla celebrazione durante la celebrazione vennero gettate le fondamenta dell'edificio. La chiesa di Cesme venne consacrata tre anni più tardi, durante il giorno della nascita di Giovanni Battista, e durante la cerimonia fu presente Giuseppe II d'Asburgo-Lorena.

### Novecento
Nel 1916 la chiesa fu il luogo in cui vennero tenuti i funerali di Rasputin. Durante l'ascesa al potere del governo sovietico, la chiesa e il vicino palazzo di Cesme vennero adibiti a campo di lavoro forzato. Nel 1923 la chiesa fu adibita a magazzino. Fra il 1941 e il 1945 la chiesa venne danneggiata durante gli eventi della grande guerra patriottica. Durante la concomitante seconda guerra mondiale, l'Istituto di tecnologia aeronautica entrò in possesso della chiesa e del palazzo. Durante la prima metà degli anni 1970, la chiesa venne restaurata sotto la supervisione di M.I. Tolstov e A.P. Kulikov. Poco più tardi, nel 1977, l'edificio religioso venne trasformato in una galleria dedicata alla battaglia di Cesme che comprendeva reperti del Museo navale. Dal 1991, anno in cui la chiesa ortodossa si riappropriò della struttura, tornarono a essere svolte delle regolari cerimonie religiose.

## Descrizione

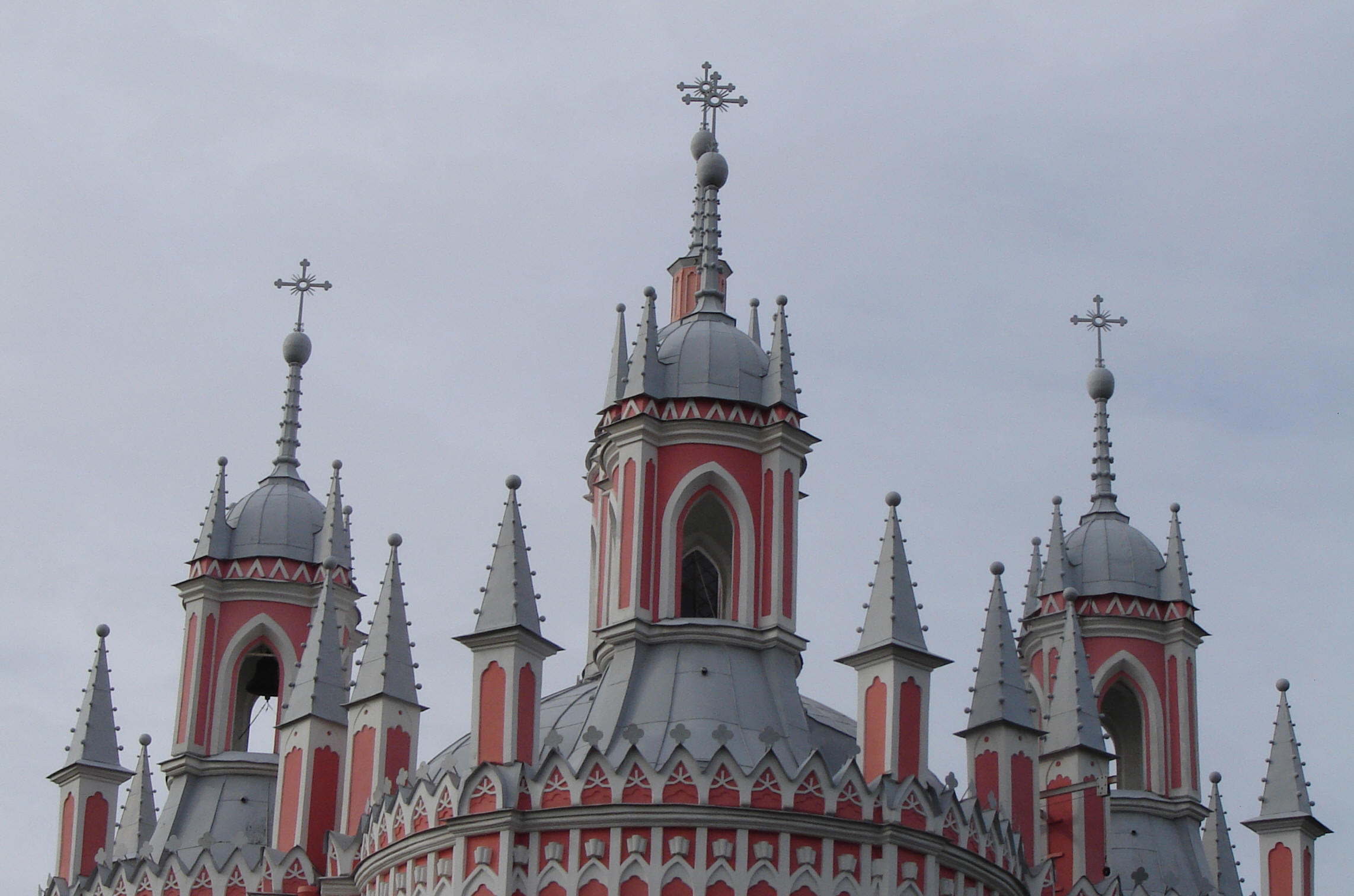
Particolare del tetto.

La chiesa di Cesme è collocata in una zona un tempo soprannominata Kekerekeksinen (lett. "palude delle rane", in lingua finlandese). Oggi, tale luogo è diventato una zona residenziale della città di San Pietroburgo nota come Moskovsky Prospekt, e collocata a metà strada fra la stazione metropolitana di Park Pobedy e quella di Moskovskaja.
La chiesa di San Giovanni Battista è uno dei primi esempi di revival gotico in Russia (uno stile scelto da Caterina la Grande in quanto rifletterebbe il "trionfo delle antiche virtù nordiche nello spirito dei crociati"), e rispecchia l'amore che la zarina provava nei confronti dell'esotismo turco e la sua anglofilia. Quella di Cesme è una delle chiese più imponenti di San Pietroburgo, si affaccia in direzione sud-ovest, e, similmente ad altri edifici in stile barocco moscovita, presenta una pianta a quadrifoglio con un corpo centrale attorno al quale sporgono quattro pareti semi-cilindriche. Queste ultime sono decorate in mattoni e pietre che formano delle strisce rosa e bianche verticali. Gli esterni sono anche decorati da motivi gotici e neogotici come merli, fastigi, pinnacoli, guglie e finestre a lancetta. L'ingresso è sovrastato da un rosone e un portale dal quale sporgono delle sculture raffiguranti angeli. La chiesa di Cesme è sormontata da un totale di cinque torri: quella più grande sovrasta il corpo centrale, mentre le altre sono poste sopra le quattro sporgenze ricurve della struttura. A differenza di ciò che si può notare in molti edifici dell'epoca, la chiesa di Cesme presenta delle cupolette a tutto sesto e non a cipolla. Secondo qualcuno, le lanterne della struttura poste sul tetto dell'edificio ricorderebbero quelle che si trovano nel Gothic Temple della Stowe House, che si trova in Inghilterra.
L'interno della chiesa presenta delle volte a botte, e diversi dipinti, fra cui uno raffigurante l'arrivo di Cristo a Nazareth. Degli interni originali non rimane più nulla.